# Justizvollzugsanstalt Stralsund
Die Justizvollzugsanstalt Stralsund ist eine Justizvollzugsanstalt im Stadtgebiet Franken in Stralsund.

## Geschichte
Die Justizvollzugsanstalt wurde im März 2003 in Dienst gestellt. Das alte Gefängnis, das seit 1974 betrieben wurde, wurde nach Bezug des Neubaus abgerissen. Die in einem zweiten Bauabschnitt errichteten Werkhallen wurden im Februar 2007 zur Nutzung übergeben. Im Mai 2009 wurde in der JVA Stralsund die Abteilung des offenen Vollzuges eröffnet. Die Abteilung des offenen Vollzuges wurde im Frühjahr 2021 um 10 Haftplätze für Frauen erweitert. Die Unterbringung von Müttern mit Kindern ist hier ebenfalls möglich. 
Die Gesamtbaukosten betrugen 25,5 Mio. Euro. Eigentümer ist das Land Mecklenburg-Vorpommern. Die Finanzierung erfolgte aus dem Landeshaushalt.

## Belegung
Das Gefängnis hat eine Kapazität von 205 Haftplätzen, davon 65 Haftplätze in der Abteilung des offenen Vollzuges. Die Unterbringung erfolgt im geschlossenen Vollzug grundsätzlich in Einzelhafträumen. Für Ausnahmefälle stehen einige Gemeinschaftsräume für maximal drei Gefangene zur Verfügung. In der Abteilung des offenen Vollzuges sind die Gefangenen generell gemeinschaftlich untergebracht.

## Vollstreckungszuständigkeit
Nach dem allgemeinen Vollstreckungsplan des Landes Mecklenburg-Vorpommern ist die JVA Stralsund zuständig für männliche Verurteilte mit Haftstrafen bis zu drei Jahren sowie den Vollzug von Untersuchungshaft aus dem Landgerichtsbezirk Stralsund. Im offenen Vollzug ist die JVA Stralsund zuständig für die Unterbringung von Frauen aus allen Gerichtsbezirken des Landes Mecklenburg-Vorpommern.